# Diva (альбом Блоссом Дири)
Diva — сборник американской певицы и пианистки Блоссом Дири, выпущенный 20 мая 2003 года на лейбле Verve Records в рамках серии «The Diva Series», в которой были представлены лучшие джазовые исполнительницы XX века. В альбом вошли песни, записанные певицей во времена сотрудничества с Verve. Первый и последний треки взяты с концертного альбома Blossom Time at Ronnie Scott’s 1966 года, изданного на Fontana Records.

## Отзывы критиков
| Оценки критиков           | Оценки критиков |
| Источник                  | Оценка          |
| ------------------------- | --------------- |
| AllMusic                  | [ 3 ]           |
| The Penguin Guide to Jazz | [ 4 ]           |

Джон Буш из AllMusic написал в своей рецензии: «Время, проведенное Блоссом Дири с Verve в конце 50-х, привело к выпуску нескольких отличных музыкальных альбомов, а её участие в серии The Diva 2003 года на лейбле является одним из лучших однодисковых итогов её карьеры. Этот альбом намного длиннее предыдущих попыток Verve; в нём также хорошо собраны большинство её лучших моментов, включая „I’m Hip“, „Blossom’s Blues“ и „Always True to You in My Fashion“. Это, конечно, не идеально; заметные исключения, такие как „’Deed I Do“, „I Won’t Dance“, „It Might as Well Be Spring“ и „Give Him the Ooh-La-La“, затрудняют рекомендацию этого альбома новичкам». В The Penguin Guide to Jazz отметили, что это великолепная подборка с большим количеством классических выступлений, но ужасной обложкой.

## Список композиций
1. «I’m Hip» (Боб Дороу, Дэйв Фришберг) — 2:49
2. «Love Is Here to Stay» (Джордж Гершвин, Айра Гершвин) — 3:11
3. «I Walk a Little Faster» (Сай Коулман, Кэролин Ли) — 4:12
4. «Dance Only With Me» (Бетти Комден, Адольф Грин, Джул Стайн) — 2:58
5. «You for Me» (Боб Хеймс) — 2:14
6. «Rhode Island Is Famous for You» (Говард Дитц, Артур Шварц) — 2:12
7. «Blossom’s Blues» (Блоссом Дири) — 3:09
8. «It Amazes Me» (Сай Коулман, Кэролин Ли) — 4:17
9. «Someone to Watch Over Me» (Джордж Гершвин, Айра Гершвин) — 5:57
10. «They Say It’s Spring» (Марти Кларк, Боб Хеймс) — 3:43
11. «It’s Love» (Леонард Бернстайн, Бетти Комден, Адольф Грин) — 2:48
12. «Always True to You in My Fashion» (Коул Портер) — 2:50
13. «Between the Devil and the Deep Blue Sea» (Гарольд Арлен, Тед Келер) — 2:26
14. «Once Upon a Summertime» (Эдди Барклай, Мишель Легран, Эдди Марней, Джонни Мерсер) — 2:44
15. «Plus Je T’embrasse» (Бен Райан) — 2:30
16. «When in Rome» (Сай Коулман, Кэролин Ли) — 3:25

## Участники записи
Музыканты
- Бас-гитара — Джефф Клайн (треки 1, 16), Рэй Браун (со 2 по 5, с 7 по 11, с 13 по 15)
- Вокал, фортепиано — Блоссом Дири
- Гитара — Херб Эллис (3, 5, 10, 13, 15), Кенни Баррелл (7, 9, 11), Манделл Лоу (2, 8, 14)
- Оркестр Расса Гарсии (6, 12)
- Ударные — Джонни Баттс (1, 16), Эд Тигпен (2, 4, с 7 по 9, 11, 14), Джо Джонс (3, 5, 10, 13, 15)

Продакшн
- Дизайн альбома — Полом Ломбарди
- Иллюстрация — Гэри Келли
- Мастеринг — Аллан Такер
- Продюсер оригинальных записей — Норман Гранц (со 2 по 15)
- Руководитель — Брайан Кониарц
- Составитель — Кен Друкер
- Серийное оформление — Tolleson Design
- Фотографии — Чак Стюарт
- Художественный руководитель — Холлис Кинг